# Lösswand „Neun Mauna“

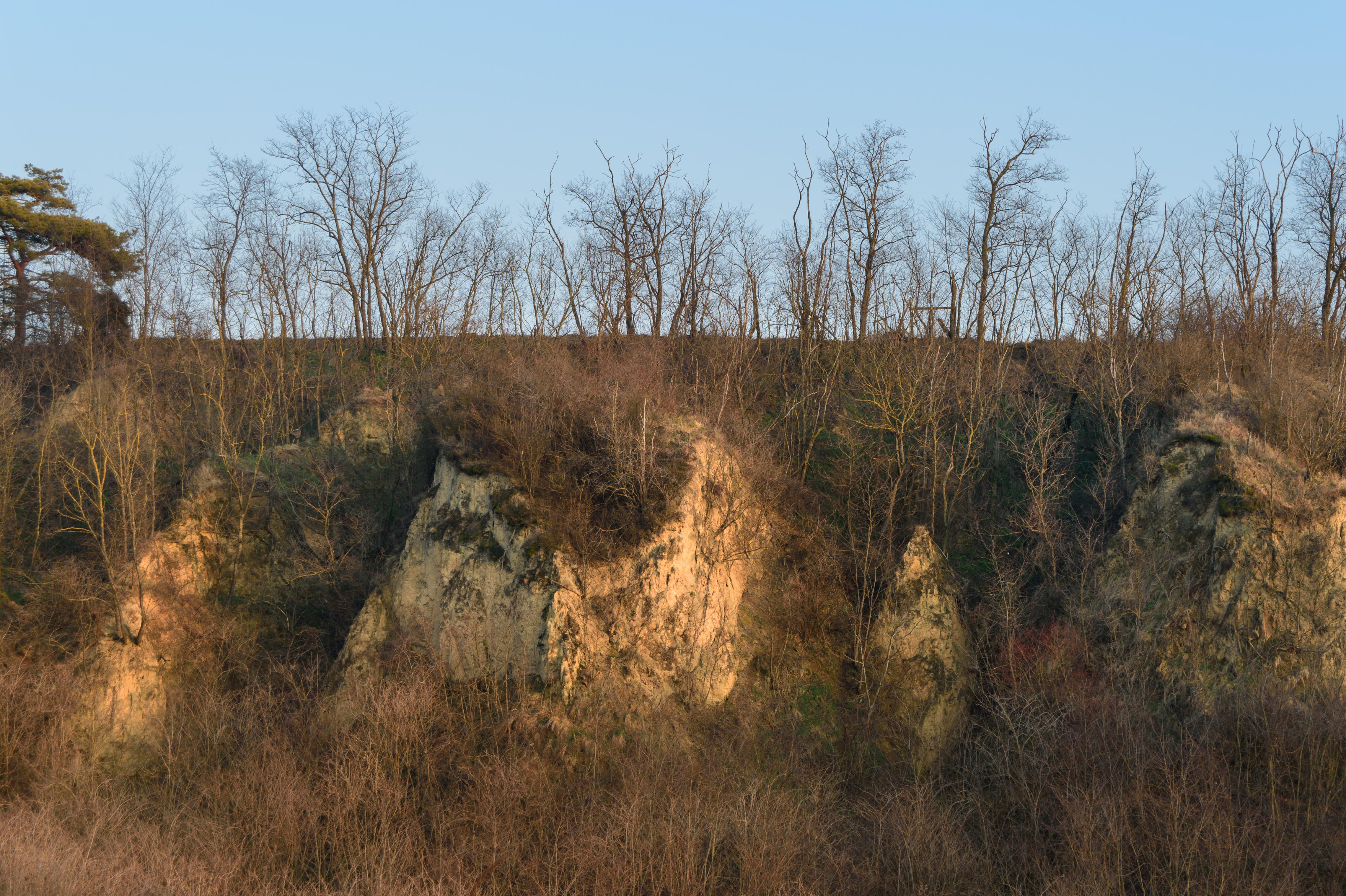
Neun Mauna in Großriedenthal

Die Neun Mauna (neun Männer) ist eine Lösswand in Großriedenthal, die 1979 zum Naturdenkmal erklärt wurde.
Die charakteristischen, bis zu 25 Meter hohen Vorsprünge aus der Lösswand entstanden durch Verwitterung und Erosion des kalkhaltigen Löss. Der Gösinger Pfarrer und Heimatforscher Lambert Karner fand unterhalb dieser Lössformation Gänge von Erdställen.